# 不可約元素
不可約元素是抽象代數中的名詞，是指在整环中一個非零、非单位的元素，而且也無法表示為二個非單位元素的乘積。

## 不可約元素和質元素的關係
不可約元素和質元素不同，交换环{\displaystyle R}內的非零、非单位元素{\displaystyle a}為質元素，表示若在交換環{\displaystyle R}內存在{\displaystyle b}及{\displaystyle c}，使得{\displaystyle a|bc}，則{\displaystyle a|b}或{\displaystyle a|c}必定有一個成立。
在整环中，每一個質元素都是不可約元素，但一般而言，不可約元素不會是質元素。只有在唯一分解整環（或範圍更廣的GCD環）中的不可約元素才一定是質元素。
再者，一個用質元素產生的理想為素理想，但由不可約元素產生的理想一般不會是不可約理想。不過，若{\displaystyle D}為GCD環，且{\displaystyle x}為{\displaystyle D}環中的不可約元素，則產生的理想會是素理想。

## 舉例
在二次整數環{\displaystyle \mathbf {Z} [{\sqrt {-5}}]}中，可以用範數證明 3 是不可約元素。不過，3 不是質元素，因為 
{\displaystyle 3\mid \left(2+{\sqrt {-5}}\right)\left(2-{\sqrt {-5}}\right)=9,}
但 {\displaystyle 3} 無法整除 {\displaystyle 2+{\sqrt {-5}}}，也無法整除 {\displaystyle 2-{\sqrt {-5}}}。